# W- och Z-klass (jagare)
W- och Z-klassen var en klass av sexton jagare i Royal Navy som sjösattes 1943-1944. De konstruerades som två grupper, med namn som började med "W" respektive "Z". Det första fartyget i vardera grupp utrustades för att fungera som flottiljledare och fick istället namn baserade på brittiska amiraler. De var kända som den 9:e respektive 10:e "nödflottiljen" och tjänstgjorde som eskortfartyg under andra världskriget. Ingen förlorades under andra världskriget, men INS Eilat (ursprungligen HMS Zealous) sänktes under konflikten mellan Israel och Egypten i oktober 1967 av egyptiska robotbåtar och El Qaher (ursprungligen HMS Myngs) från den egyptiska flottan sänktes vid Berenice i Egypten den 16 maj 1970 av israeliska flygplan under utnötningskriget.

## Design
W- och Z-klassen liknade starkt de föregående jagarna i U- och V-klassen, med modifierade måldatorer som en av förbättringarna. Z-klassen var bestyckad med 11,3 cm kanoner istället för 12 cm kanoner.

## Skepp i klassen

### W-gruppen
| Namn       | Varv                      | Sjösatt           | Öde                                                                            |
| ---------- | ------------------------- | ----------------- | ------------------------------------------------------------------------------ |
| Kempenfelt | John Brown, Clydebank     | 8 maj 1943        | Flottiljledare. Såld till Jugoslavien 1956 som Kotor. Senare skrotad 1971      |
| Wager      | John Brown, Clydebank     | 1 november 1943   | Såld till Jugoslavien 1956 som Pula. Skrotad 1971                              |
| Wakeful    | Fairfields of Glasgow     | 30 juni 1943      | Konverterad till en Typ 15-klass fregatt, senare till skolfartyg. Skrotad 1971 |
| Wessex     | Fairfields of Glasgow     | 2 september 1943  | Såld till Sydafrika 1950 som Jan van Riebeek. Skrotad 1978                     |
| Whelp      | Hawthorn Leslie           | 3 juni 1943       | Såld till Sydafrika 1953 som Simon van der Steel. Skrotad 1976                 |
| Whirlwind  | Hawthorn Leslie           | 30 augusti 1943   | Konverterad till en Typ 15-klass fregatt. Sänkt som ett skjutmål 1974          |
| Wizard     | Vickers-Armstrong, Barrow | 29 september 1943 | Skrotad 1967                                                                   |
| Wrangler   | Vickers-Armstrong, Barrow | 30 december 1943  | Såld till Sydafrika 1957 som Vrystaat. Sänkt som ett skjutmål 1976             |

### Z-gruppen
| Namn    | Varv                                  | Sjösatt          | Öde |
| ------- | ------------------------------------- | ---------------- | --- |
| Myngs   | Vickers-Armstrong, Tyneside           | 31 maj 1943      | Flottiljledare. Såld till Egypten 1955 som El Qaher. Sänkt av israeliska flygplan 1970                               |
| Zephyr  | Vickers-Armstrong, Tyneside           | 15 juli 1943     | Skrotad 1958 |
| Zambesi | Cammell Laird, Birkenhead             | 12 november 1943 | Skrotad 1959 |
| Zealous | Cammell Laird, Birkenhead             | 28 februari 1944 | Såld till Israel 1955 som Eilat. Sänkt av en egyptisk robotbåt 1967                                                  |
| Zebra   | William Denny and Brothers, Dunbarton | 8 mars 1944      | Skrotad 1959 |
| Zenith  | William Denny and Brothers, Dunbarton | 5 juni 1944      | Ombyggd 1950. Såld till Egypten 1955 som El Fateh. Moderniserad i Storbritannien 1963-1964. Förmodligen skrotad 2016 |
| Zest    | John I. Thornycroft, Woolston         | 14 oktober 1943  | Ombyggd 1945. Skrotad 1970                                                                                           |
| Zodiac  | John I. Thornycroft, Woolston         | 11 mars 1944     | Såld till Israel 1955 som Yaffo. Sänkt av en egyptisk robotbåt 1967                                                  |